# Jasieniec (województwo śląskie)
Jasieniec – wieś w Polsce położona w województwie śląskim, w powiecie zawierciańskim, w gminie Pilica, nad Pilicą.
W latach 1975–1998 miejscowość administracyjnie należała do województwa katowickiego.
W Jasieńcu urodził się Mieczysław Głowania - działacz ludowy i żołnierz Batalionów Chłopskich.